# Regionaal kunstmuseum van Moermansk
Het Regionaal kunstmuseum van Moermansk (Russisch: Мурманский областной художественный музей) is een kunstmuseum in Moermansk, Rusland. In het museum worden vooral werken van kunstenaars uit de regio oblast Moermansk van de 18e tot de 20e eeuw tentoongesteld.

## Geschiedenis
In 1989 werd een stenen gebouw uit 1927 gerestaureerd om daar op 19 december de eerste kunstgalerij te openen. Op 17 januari 1990 ontving het museum de eerste partij van regionale schilderijen, grafische werken, beeldhouwwerken en decoratieve kunstwerken. Zo werd de kunstgalerij omgevormd tot een museum voor schone kunsten.
In het museum bevinden zich meer dan 5000 kunstwerken, voornamelijk uit de 18e, 19e en 20e eeuw. De werken van de regionale kunstenaars uit Moermansk, die het specifieke karakter van het noorden weerspiegelen, nemen een belangrijke plaats in de collectie van het museum in. Het museum toont ook de ontwikkelingen van de Russische schone kunsten in het noorden in de periode van 1960 tot 1990.
Het museum heeft een permanente tentoonstellingsruimte van 1000 m², een tijdelijke tentoonstellingsruimte van 475 m², een leeshal en een museumwinkel.

## Fotogalerij

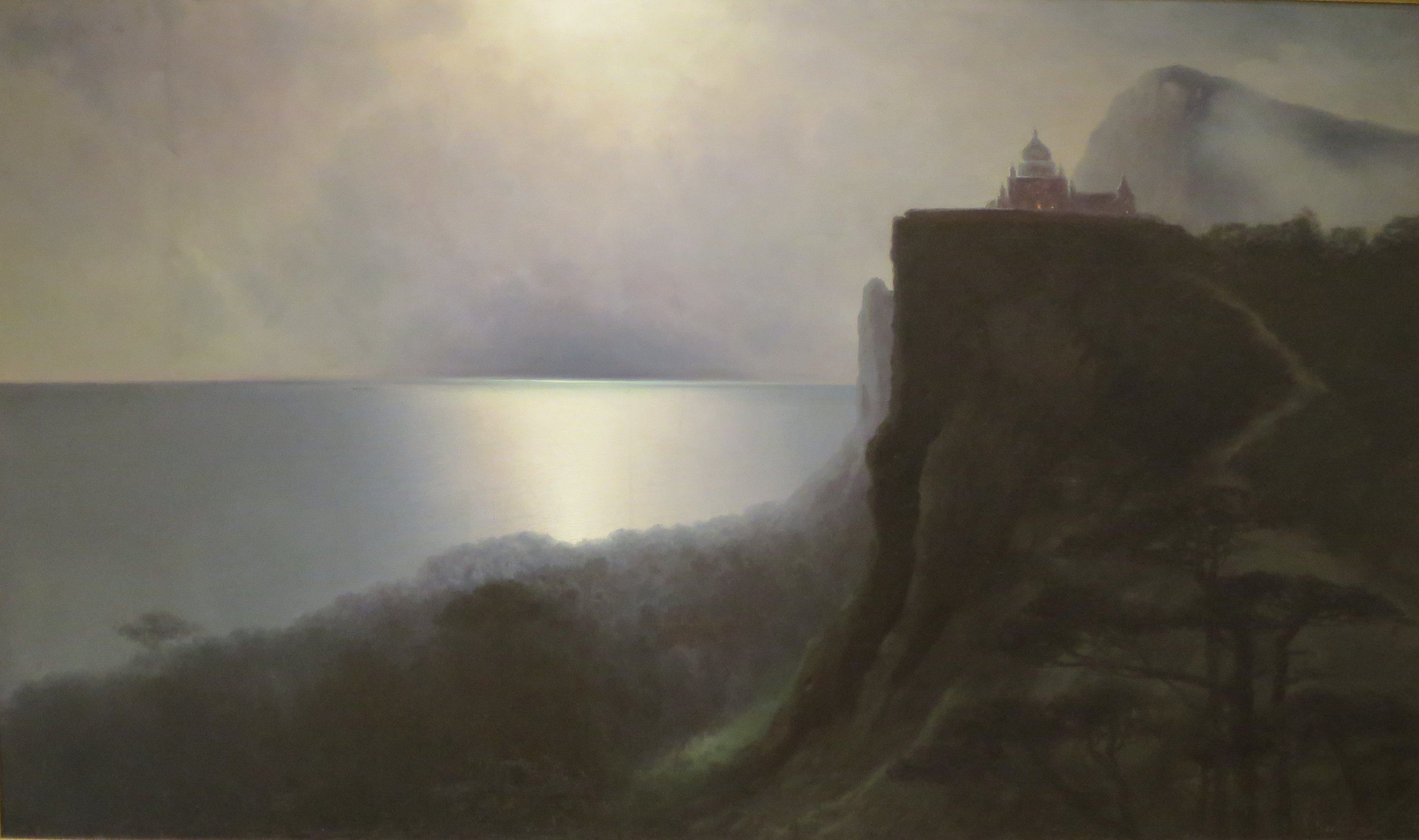
A Night at the Baidar Gate, Harlampy Dmitriyevich Kostandi, 19e eeuw
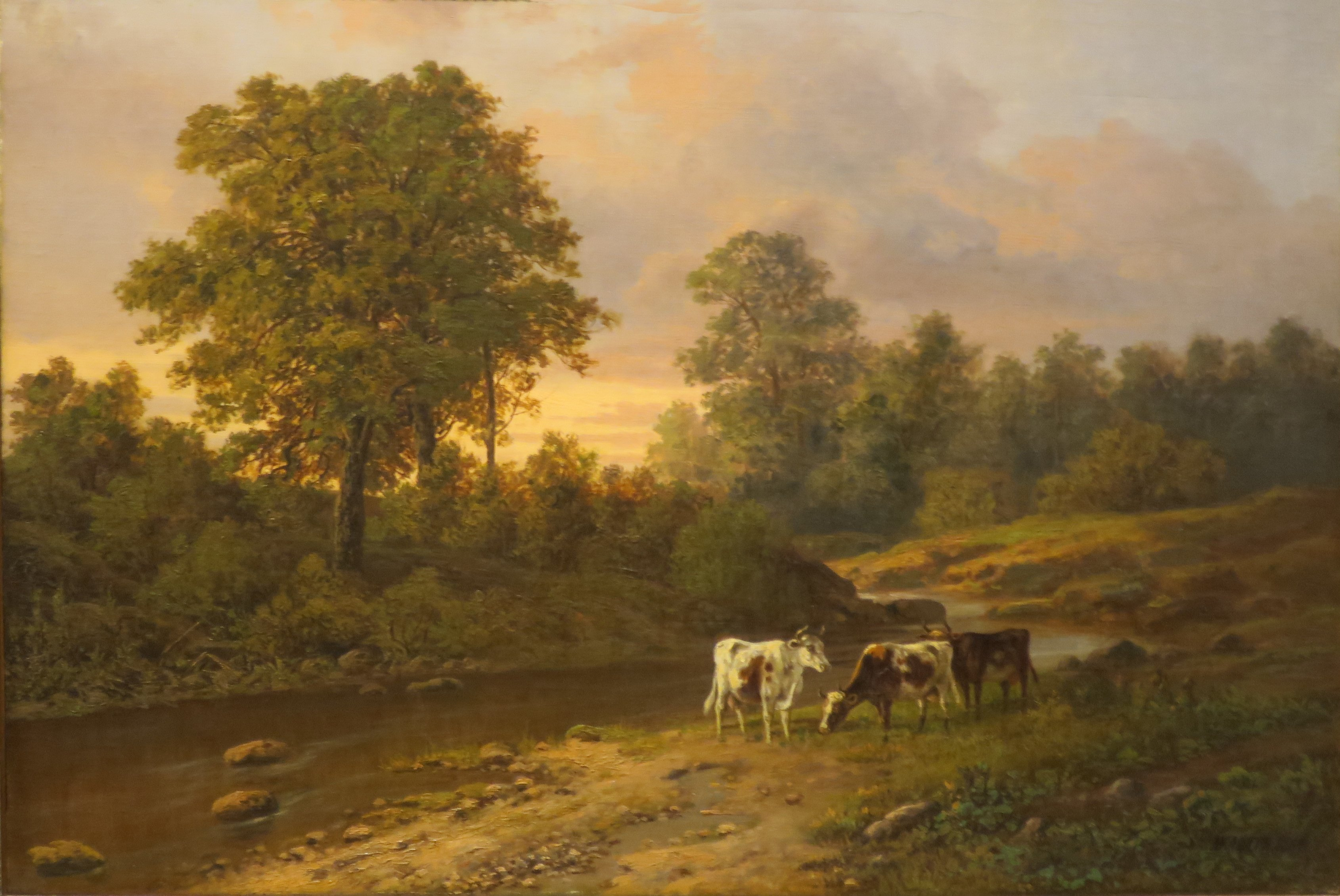
Twilight, Mikhail Konstantinovich Clodt, 1869
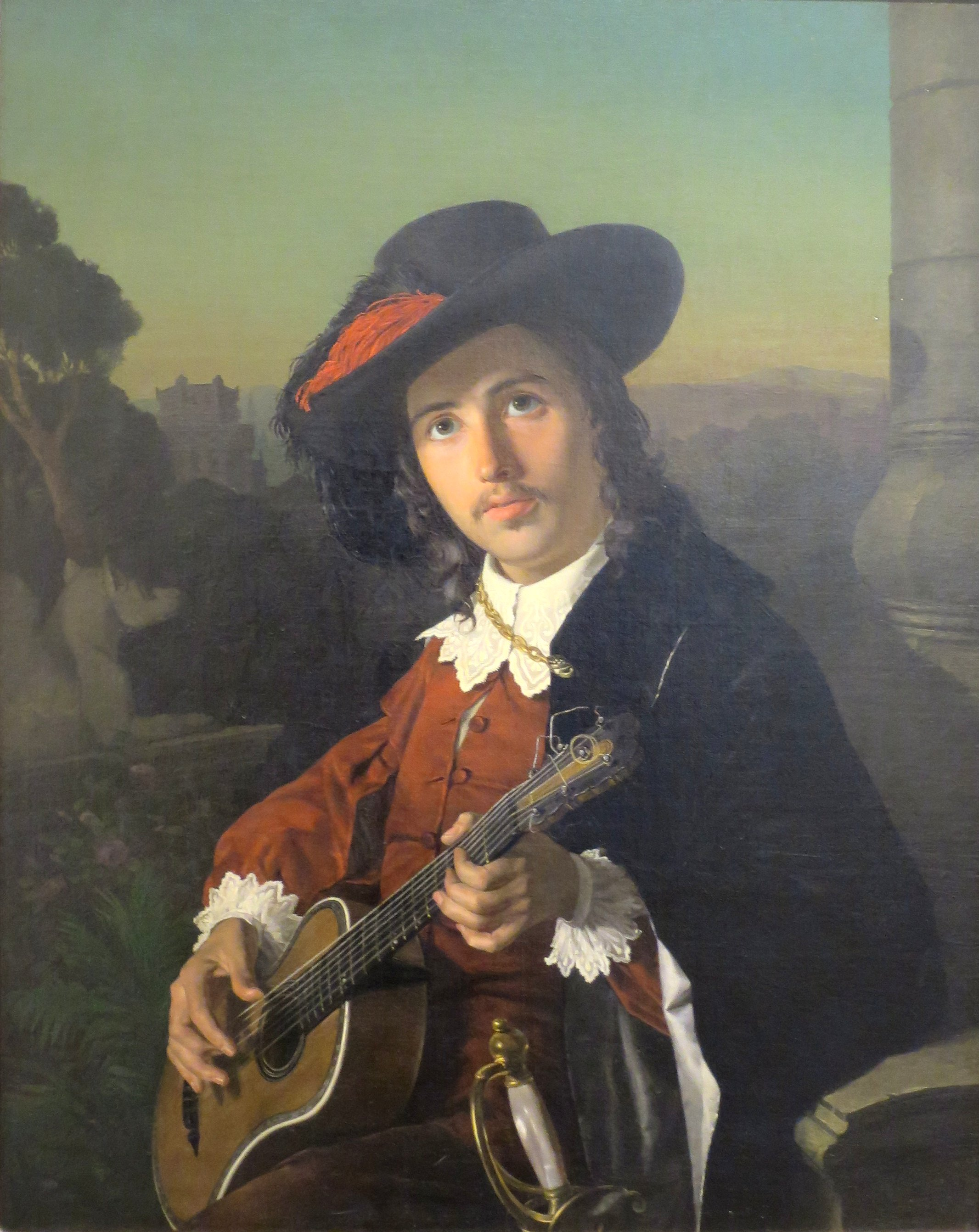
A Guitar Player, Nikolai Nevrev, 19e eeuw
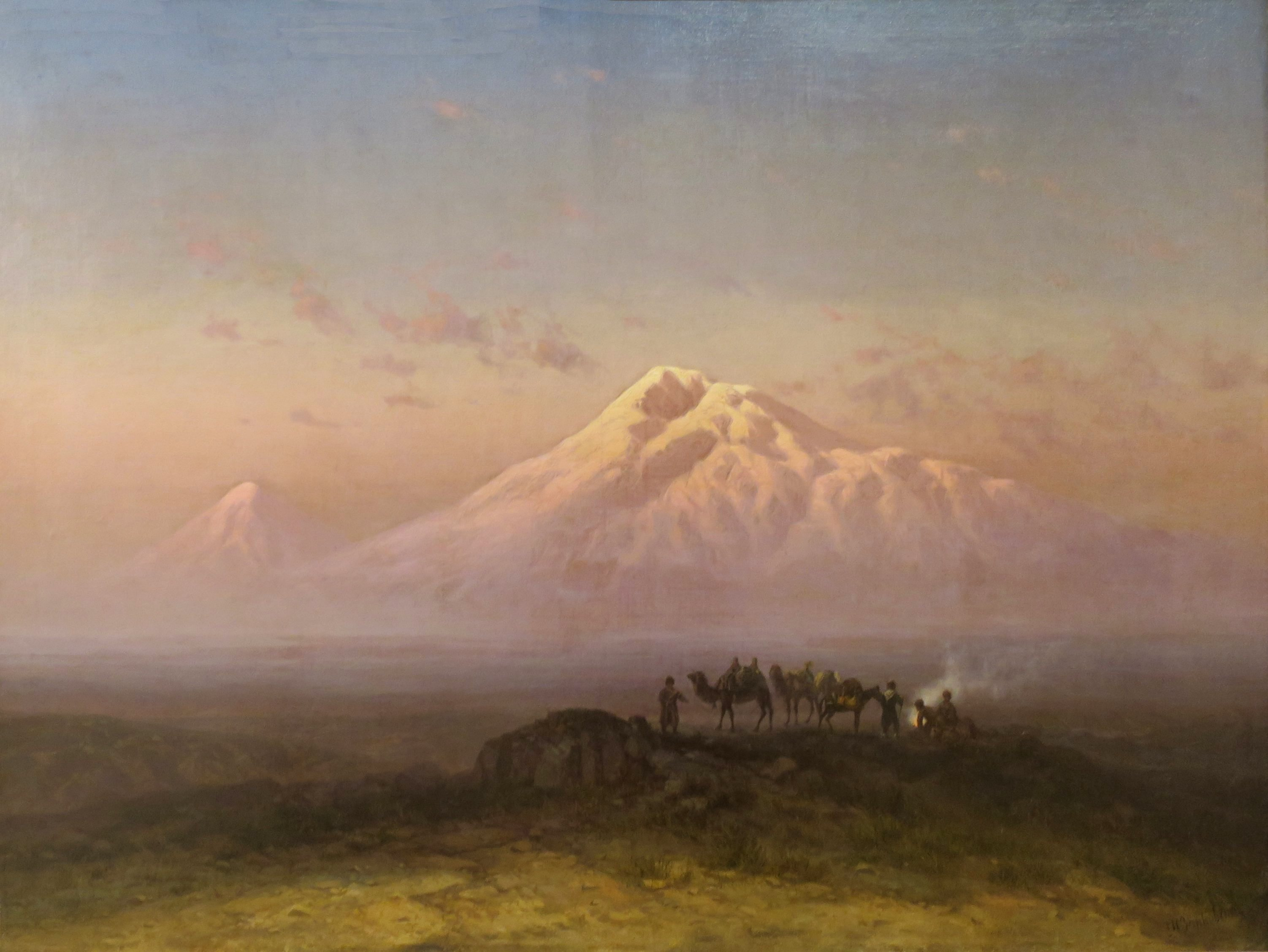
A Caravan, Ilya Zankovsky, 19e eeuw
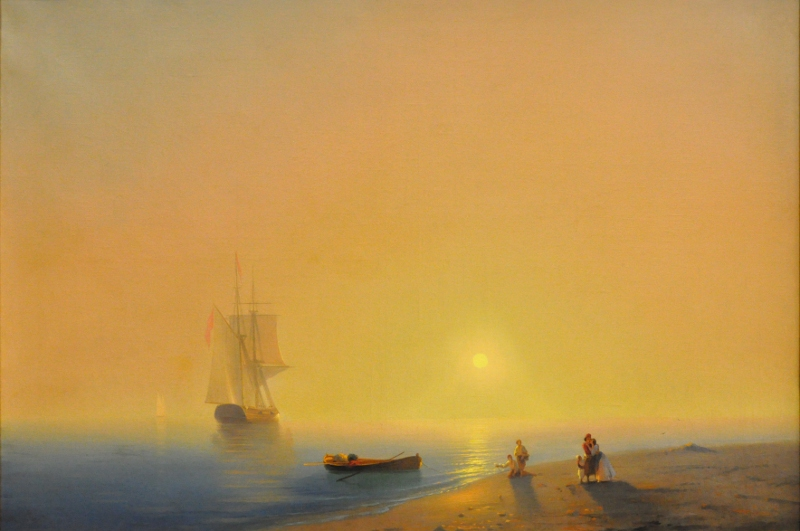
Картина «Морской пейзаж, onbekend schilder, 19e eeuw
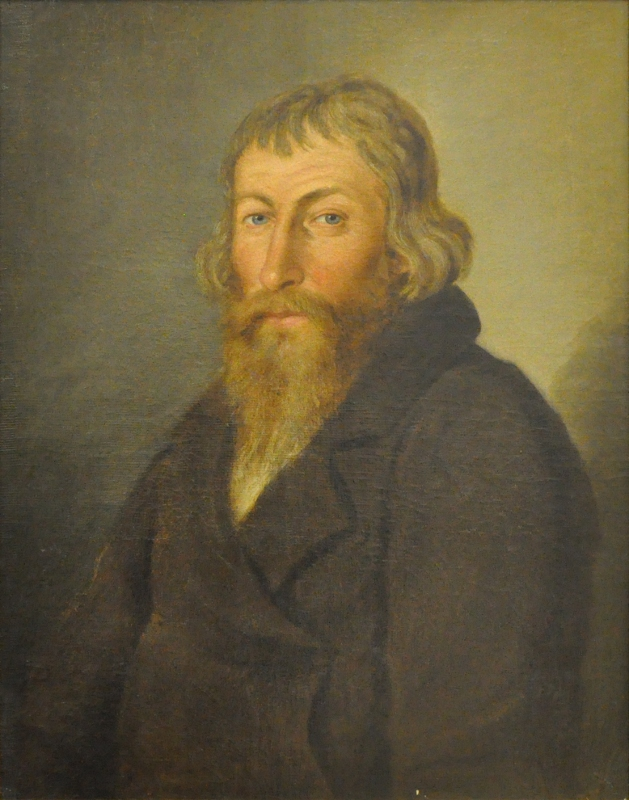
Портрет старика (portret van een oude man), 19e eeuw
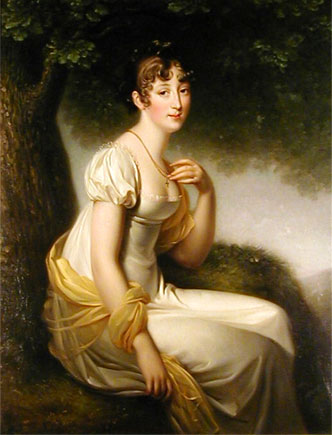
Anna Pavlovna, Walter Altenburg, 19e eeuw